# Luke Ayling
Luke David Ayling (Lambeth, 25 augustus 1991) is een Engels voetballer die doorgaans als verdediger speelt. Hij verruilde Bristol City in augustus 2016 voor Leeds United.

## Clubcarrière
Ayling speelde vanaf 1999 tien jaar in de jeugdopleiding van Arsenal. Hij won met de onder 18 de Premier League en de FA Cup voor jeugdteams. Hij debuteerde echter nooit in het eerste elftal van de club en zat slechts een keer in de wedstrijdselectie voor een officieel duel. In juni 2010 vertrok hij transfervrij naar Yeovil Town uit de League One, dat hem sinds maart dat jaar al huurde. In het seizoen 2012/13 promoveerde Ayling met Yeovil via de play-offs naar de Championship. Na de degradatie in het daaropvolgende seizoen, legde Ayling een nieuw contractaanbod van Yeovil naast zich neer en tekende hij bij Bristol City. Met Bristol won hij in 2015 de Football League Trophy door in de finale Walsall met 2-0 te verslaan. In hetzelfde seizoen vierde Ayling met Bristol ook het kampioenschap in de League One. In het seizoen 2015/16 handhaafde Bristol zich in de Championship. In augustus 2016 maakte hij de overstap naar Leeds United, dat ook uitkwam in de Championship, voor een bedrag van €870.000,-. Bij Leeds kwam het tot een weerzien met oud-ploeggenoot bij de jeugd van Arsenal Kyle Bartley. Na een zevende en dertiende plaats, werd in Aylings derde seizoen bij Leeds de derde plaats gehaald, het beste resultaat sinds de degradatie uit de Premier League in 2004. In het daaropvolgende seizoen, 2019/20, werd Leeds United kampioen en promoveerde daarmee naar de Premier League. Ayling werd dat seizoen verkozen in het Team van het Jaar en door de fans uitgeroepen tot Speler van het Jaar.

## Erelijst
Bristol City
- Kampioen League One

2014/15
- EFL Trophy

2014/15
Leeds United
- Kampioen Championship

2019/20